# Veniți mâine
Veniți mâine este un film românesc din 1953 regizat de Bob Călinescu.